# Crawford Greenewalt
Crawford Greenewalt (ur. 16 sierpnia 1902, zm. 28 września 1993), amerykański działacz gospodarczy i inżynier.
Od 1943 do 1945 kierował budową zakładu w Hanford w stanie Washington, który produkował pluton (pierwiastek) dla potrzeb programu budowy broni jądrowej. Był prezesem (1948-1962) i przewodniczącym (1962-1967) rady nadzorczej koncernu Du Pont de Nemours.